# Рахманов, Акмамед Рахманович
Акмамед Рахманович Рахманов (туркм. Akmämmet Rahmanow; род. 1965, с. Кипчак, Ашхабадский район, Ашхабадская область, Туркменская ССР, СССР) — туркменский государственный деятель.

## Биография
Родился в селе Кипчак Ашхабадского района Ашхабадской области.
В 1986 году начал работать милиционером хозяйственного отдела Министерства внутренних дел Туркменской ССР. С 1991 по 1992 год учился в Москве в специальной средней школе милиции Министерства внутренних дел СССР. В 1992 и 1993 годах учился в Высшей школе Министерства внутренних дел Туркменистана. С 1993 года исполнял обязанности преподавателя на кафедре специальных дисциплин Высшей школы Министерства внутренних дел Туркменистана. В 1995 году получил диплом Высшей школы Министерства внутренних дел Туркменистана по специальности «правовед». По окончании Высшей школы Министерства внутренних дел Туркменистана в 1995 году работал в должности инспектора отдела комплектации управления по работе с личным составом Министерства внутренних дел Туркменистана.
С 1997 по 2004 годы работал в Ахалском велаятском управлении полиции, сперва занимал должность заместителя начальника управления по подбору и расстановке кадров, затем работал в должности начальника главного отдела.
В сентябре 2004 года был назначен заместителем министра внутренних дел Туркменистана. С 9 декабря 2004 года по 9 апреля 2007 года занимал должность министра внутренних дел Туркменистана с которой был уволен за недостатки в работе с работникам подведомственных служб, претензии к дисциплине подчиненных и общее руководство министерством.

## Награды
- Орден «Туркменбаши» (2006)